# Vsevolod Safonov
Vsevolod Safonov (Mosca, 9 aprile 1926 – Mosca, 6 luglio 1992) è stato un attore sovietico.

## Filmografia parziale

### Attore
- Soldaty, regia di Aleksandr Gavrilovič Ivanov (1956)
- Štorm, regia di Michail Iosifovič Dubson (1957)
- Delo pёstrych, regia di  Nikolaj Vladimirovič Dostal' (1958)
- Belorusskij vokzal, regia di Andrej Smirnov (1970)
- Domare il fuoco (Ukroščenije ognja), regia di Daniil Chrabrovickij (1972)

## Premi
- Artista onorato della RSFSR
- Artista popolare della RSFSR